# Nancy Drew
Nancy Drew, ook bekend als Nancy Drew: The Mystery in Hollywood Hills, is een film uit 2007 onder regie van Andrew Fleming.

## Verhaal
Nancy Drew verhuist met haar vader tijdelijk naar Los Angeles, omdat haar vader daar meer kan verdienen. Dit is maar voor een paar weken en Nancy mag het huis uitzoeken dat ze zullen gaan huren. En zoals haar vriendje Ned al geraden had: een huis met een mysterie, dat nog door niemand was opgelost: de geheimzinnige dood van de beroemde filmster Dehlia Draycott. Hoewel ze aan haar vader beloofd had geen mysteries meer op te lossen,  werkt ze stiekem dag en nacht aan de zaak, samen met haar vriendje Ned, dat als verrassing met haar Mustang voor de deur staat als verjaardagscadeau, en Corky. Maar dat betekent niet dat ze niet naar school hoeft. De keurige Nancy komt op een school vol slordige leerlingen, die maar al te goed duidelijk maken dat ze hier niet thuishoort met haar goede manieren. Nancy gaat stug door met het oplossen van de zaak, en met behulp van oude filmscènes van Dehlia die Dehlia zelf in het huis had gezet, krijgt ze een behoorlijk aantal aanwijzingen.

## Rolverdeling
| Acteur             | Personage       |
| ------------------ | --------------- |
| Emma Roberts       | Nancy Drew      |
| Josh Flitter       | Corky           |
| Max Thieriot       | Ned Nickerson   |
| Rachael Leigh Cook | Jane Brighton   |
| Tate Donovan       | Carson Drew     |
| Kay Panabaker      | George          |
| Amy Bruckner       | Bess            |
| Daniella Monet     | Inga            |
| Laura Harring      | Dehlia Draycott |